# فرهنگ سن آگوستین

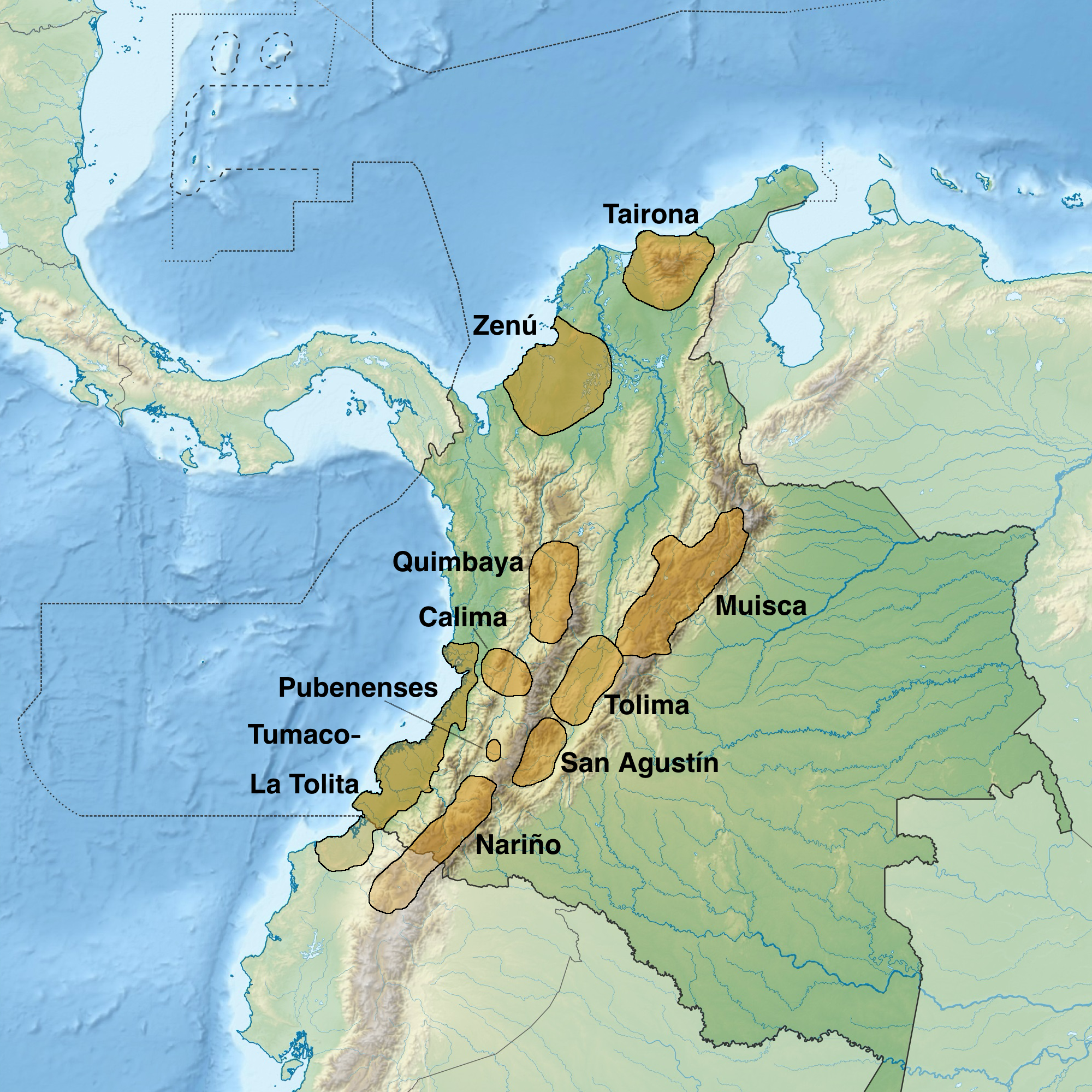
موقعیت فرهنگ سان آگوستین در میان دیگر فرهنگ‌های باستانی کلمبیا

فرهنگ سن آگوستین (انگلیسی: San Agustín culture) یکی از تمدن‌های باستانی فرهنگ‌های پیشاکلمبی کلمبیا است. قدمت این فرهنگ حداقل به هزاره چهارم پیش از میلاد بازمی‌گردد. در این منطقه چند صد تک‌سنگ بزرگ کشف شده است.
مطالعات علمی برای بررسی خاستگاه و ویژگی‌های این فرهنگ همچنان ادامه دارد. فرهنگ سان آگوستین در دوره خود نشان‌دهنده توسعه قابل توجهی در زمینه‌هایی مانند کشاورزی، سفالگری، طلاسازی و هنرهای مجسمه‌سازی است. محل این فرهنگ عمدتاً در محدوده تیرادنترو و پارک باستان‌شناسی سان آگوستین قرار دارد.

## توضیحات
خاستگاه فرهنگ سان آگوستین به قرن سی‌وسوم پیش از میلاد بازمی‌گردد. تاریخ‌گذاری رادیوکربن برای منطقه لاواپاتاس عدد ۳۳۰۰±۱۲۰ پیش از میلاد را نشان داده است.

## اکتشاف

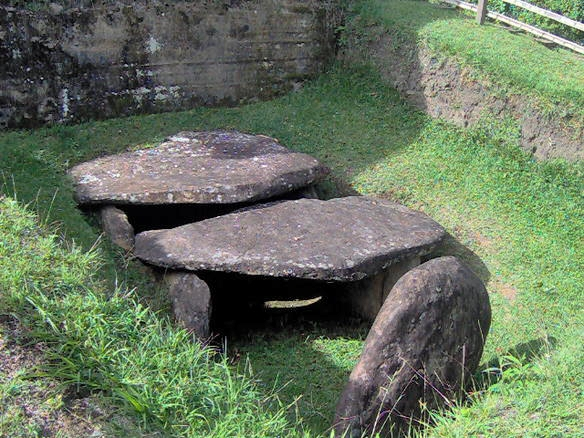
مقبره‌ها

اولین اطلاعات دربارهٔ بقایای باستان‌شناسی سان آگوستین در کتاب شگفتی‌های طبیعت اثر مبلغ مایورکایی، فرای خوان د سانتا خرتوردیس از فرقه فرانسیسکن آمده است. او چندین بار در سال ۱۷۵۶ از این منطقه بازدید کرد. سفرنامه او که از کارتاخنا، کلمبیا آغاز و در لیما به پایان رسید، تا سال ۱۹۵۶ در پالما د مایورکا منتشر نشد. در همان سال، نسخه‌ای از این دست‌نوشته به کلمبیا ارسال و منتشر شد.

## جغرافیا
این فرهنگ در منطقه‌ای کوهستانی در جنوب کلمبیا و در دامنه کولومبیان ماسیف قرار دارد. این منطقه شامل تپه‌های پرپیچ‌وخم و دشت‌های شیب‌دار است که به ژرف‌دره‌های باریک و عمیق ختم می‌شوند. در ناحیه سان آگوستین، مناظر ناهموار ترکیبی از اقلیم‌های گوناگون را ایجاد می‌کند.

## باستان‌شناسی

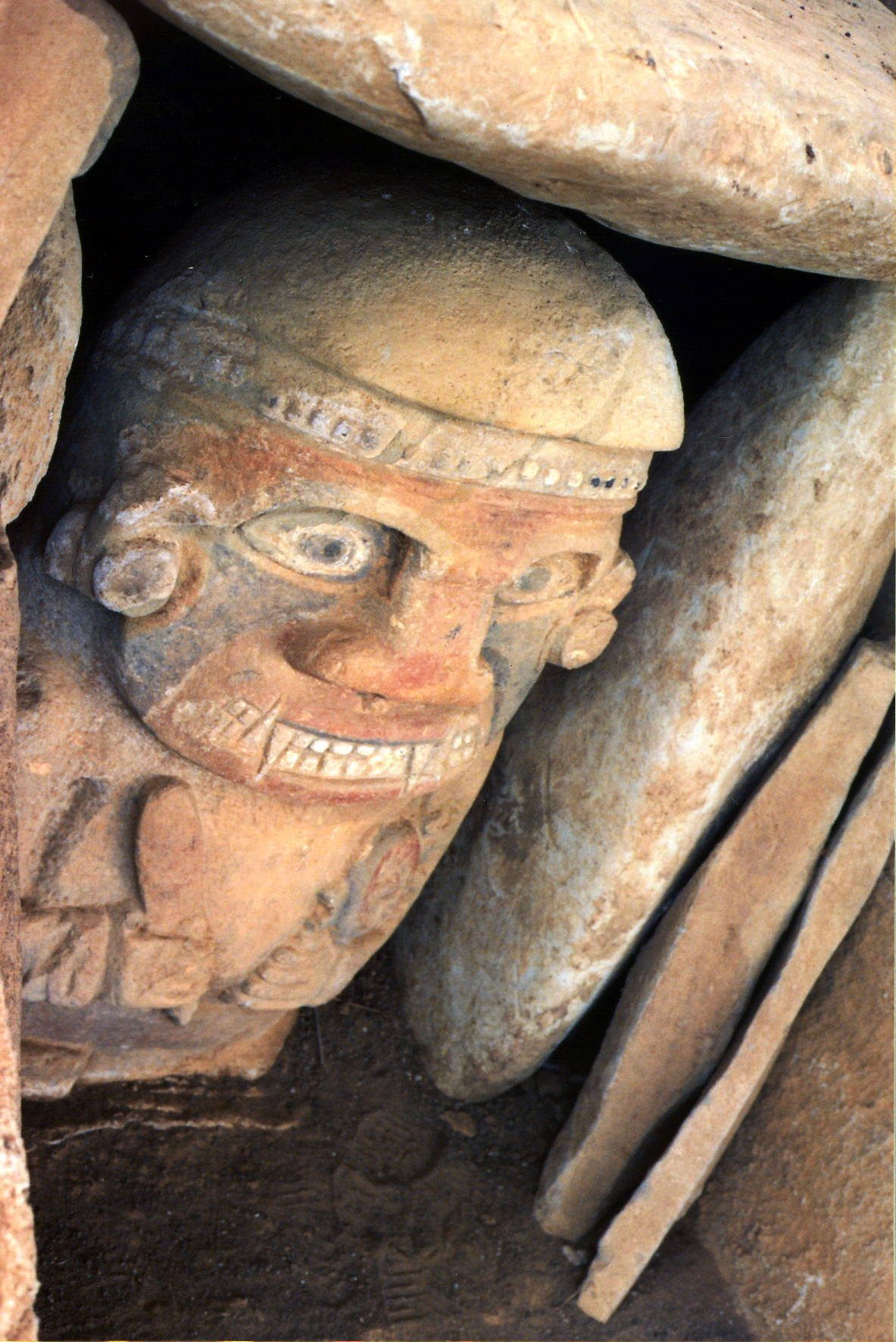
مقبره با رنگ‌آمیزی

مجسمه‌ها و مقبره‌ها به‌عنوان مراکز آیینی شناخته می‌شوند که از یکدیگر جدا افتاده‌اند. سنت تاریخی به این مکان‌ها نام‌هایی مانند مسیتاس، لاواپاتاس، اولومبه، آلتو د لوس ایدولوس، آلتو د لاس پیدراس، کینچانا، ال تابلون، لا چاکیرا، لا پارادا، کبردیاس و لاوادروس داده است.
برخی از این مقبره‌ها با تخته‌سنگ‌های بزرگ پوشانده شده‌اند و درون آن‌ها سارکوفاژهای سنگی یکپارچه قرار دارند. این مقبره‌ها با تپه‌های مصنوعی پوشیده شده‌اند که قطر آن‌ها به ۳۰ متر (۹۸ فوت) و ارتفاعشان به ۵ متر (۱۶ فوت) می‌رسد. در برخی دیگر، مجسمه‌هایی با ارتفاع بیش از ۴ متر (۱۳ فوت) و وزنی چندین تنی دیده می‌شود.
چشمگیرترین اثر سنگی این منطقه «فوئنته د لاواپاتاس» نام دارد که در بستر صخره‌ای دره‌ای به همین نام قرار دارد. این اثر شامل چشمه آیینی پیچیده‌ای است با سه حوضچه و تعداد زیادی نقش برجسته مارمانند و دوزیست‌مانند، محصور در کانال‌های کوچک که آب از آن‌ها جریان می‌یابد. پیشنهاد شده است که این مکان به پرستش الهه‌های آبی و انجام مراسم درمانی اختصاص داشته است.

### آلتو د لوس ایدولوس
آلتو د لوس ایدولوس که در شهرداری ایسنوس واقع شده است، یکی از سایت‌های با تراکم بالا از مقبره‌ها، تپه‌ها و مجسمه‌ها است. این محل برای اولین بار توسط کنراد پرویس در سال ۱۹۳۱ گزارش شد. این منطقه در ۴ کیلومتری جنوب غربی شهر مدرن ایسنوس، اویلا قرار دارد.
شواهدی از سکونتگاه‌هایی مشابه با فرهنگ سان آگوستین در عمق جنگل‌های آمازون، در ایالت کاکئتا، در ۱۰۰ مایلی جنوب غربی سان آگوستین، یافت شده است.
بخش زیادی از این منطقه هنوز مورد کاوش قرار نگرفته است، به‌ویژه مناطقی که به سمت دره لاس پاپاس صعود می‌کنند، که با جنگل‌های انبوه پوشیده شده‌اند و اخیراً توسط باستان‌شناسان مورد بررسی قرار گرفته‌اند.

## سکونتگاه‌ها
تحقیقات باستان‌شناسی بخش زیادی از سکونتگاه‌های منطقه ماگدالنا علیا را بازسازی کرده است. باور بر این است که اقتصاد این سکونتگاه‌ها بر کشاورزی ذرت، بادام زمینی، چنتادورو (Guilielma gasipaes) و مانیوک، همراه با فعالیت‌های ماهیگیری و شکار استوار بوده است. شواهدی از این فعالیت‌ها در لایه‌های باستان‌شناسی مربوط به قرن هفتم پیش از میلاد تأیید شده است.